# 普洛拉度假村
普洛拉度假村（德語：Seebad Prora），俗稱普洛拉（德語：Prora），是一个位於德国吕根岛宾茨的海滩度假村建築群。它是納粹德國在1936年至1939年間划的龐大旅游设施。
「普洛拉巨像」是度假村的核心，最初園區由八個相同的街區組成，沿著普羅爾維克沿4.5公里的長度排列。這些建築最初被規劃作為力量来自欢乐（Kraft durch Freude，缩写KdF）計畫的一部分。尽管它们计划上要作为度假胜地使用，实际上它们却从来没有用于此目的。第二次世界大战後，該建築群曾經歷多次軍事用途，包括苏联武装力量、國家人民軍、德國聯邦國防軍接管。今天，普洛拉度假村擁有一家大型青年旅館、一家酒店和度假公寓。该综合建筑作为极其典型的纳粹建筑而被列入正式的遗产名单。

## 位置
普洛拉度假村位於萨斯尼茨和宾茨地區之間，被稱為普瑞爾維克的廣闊海灣 ，小賈斯蒙德·博登潟湖與波羅的海隔開的狹窄荒地上。度假村建築物的範圍超過4.5公里（2.8英里），距離海灘大約150公尺（160碼）。海岸前方有一個平坦的沙灘，從賓茲一直延伸到渡口。因此，這個海灘是建立海濱度假勝地的理想地點。

## 规划

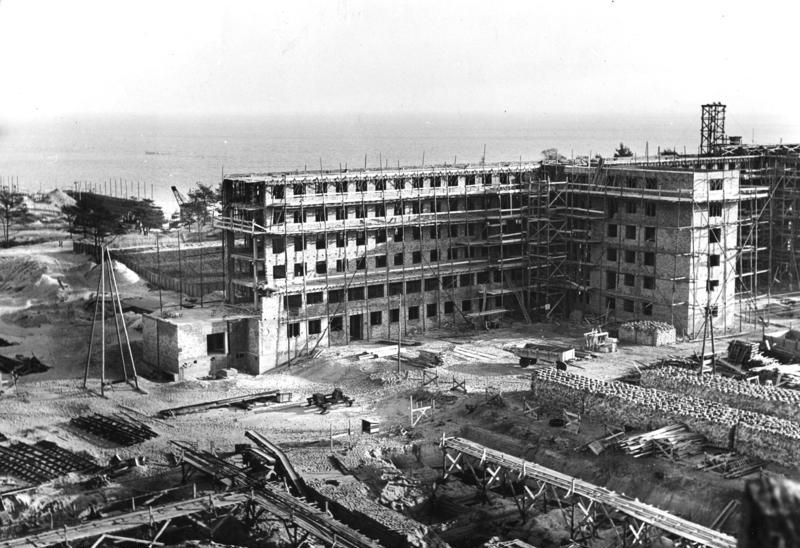
興建期間的普洛拉度假村

「力量来自欢乐」组织的目标是是促进经济发展，另一方面是提高德国居民的身体素质，同时也为战争做准备。1934年德意志劳工阵线的宣传册中写道：“这一组织的目标是建立国家社会主义的民族共同体以及为德国人民提供休养”。通过为工作人口提供相应的休息机会，工人们的工作效率得以提高、公共卫生水平也得以上升，同时也增强了民众的精神力量。因此，該組織也通過提供眾多文化活動和大眾旅游，來吸引工人階級從中受益，並通過不斷的宣傳灌輸納粹意識形態提供了工人們機會。
1934年，就有40萬人參加了力量来自欢乐的課程，到了1937年這一數字上升到170萬人，此時德國居民的風氣也出現700萬人利用周末遠足，160萬人參加組織性的徒步旅行。
德意志劳工阵线的負責人罗伯特·莱伊將普洛拉度假村設想為英國的布特林度假營，普洛拉度假村的設計目的是容納 20,000 名度假遊客，理想的情況是每個納粹工人都應該在海灘度假，度假村的建築物則是由贏得阿道夫·希特勒的首席建築師阿尔伯特·斯佩尔監督的設計競賽獲獎的建築師克萊門斯·克洛茲設計，按照克洛茲的規劃，度假村的所有房間都能夠俯瞰大海，而走廊和衛生設施則位於陸地一側。房間約為5公尺（16 英尺）X2.5公尺（8.2 英尺），並設有兩張床、一個衣櫃和一個水槽。每層樓都有公共廁所、淋浴間和浴室。
希特勒對普洛拉度假村的計劃相當雄心勃勃。他想要一個巨大的海上度假勝地『有史以來最強大和最大的度假勝地』，不僅擁有20,000張床位。中間要建一座巨大的建築。同時，希特勒希望它可以在發生戰爭時改建為軍事醫院。此外，希特勒也堅持將建築師埃里希·祖·普特利茨設計的巨型室內競技場計劃包括在度假村內。他認為普特利茨的節日大廳可以容納所有20,000名賓客。其他的的計劃則包括兩個波浪游泳池、一個電影院、一個劇院。還計劃建造一個大型客船碼頭。
普洛拉度假村的規劃設計最終在1937年巴黎世界博覽會上獲得了大獎。

### 建設
普洛拉度假村的建設始於1936年，國家所有主要的建築公司和近9,000名工人都參與了這個工程。到1938年，普洛拉度假村的建築成本已達到2.375 億國家馬克（相當於2009年的 10.6億歐元）。隨著1939年第二次世界大戰的爆發，普洛拉度假村停工了，建築工人轉移到了佩內明德的V-武器工廠。

## 建筑设施的運用

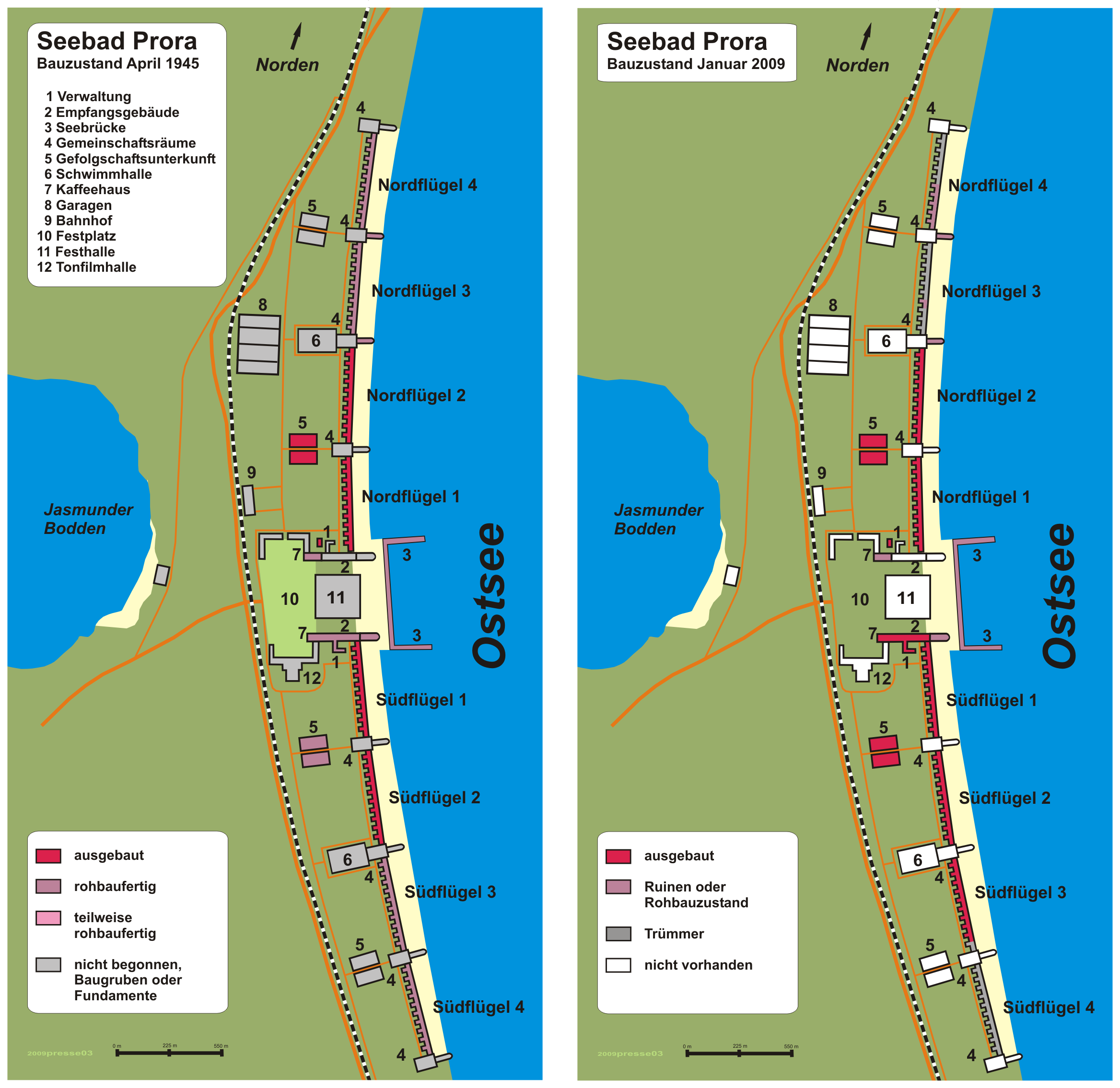
普洛拉度假村的平面圖（左為1945年，右為2009年）

### 二戰
在盟軍轟炸期間，許多來自漢堡的人在普洛拉度假村的其中一個住宅區避難，後來德國東部的難民也被安置在那裡。到戰爭結束時，這些建築物安置了納粹德國空軍的女性輔助人員。

### 战后
1945年，苏联红军控制了該地區，並在普洛拉建立了軍事基地。蘇聯陸軍第2砲兵旅在 1945年至1955年間佔領了普洛拉的5號街區。隨後，蘇聯軍方從建築物剝離了所有可用材料作為資源。在1940年代後期，兩座住宅區拆除。後再在「冷戰」的影響下，東德軍隊於1950年對普洛拉進行了改建擴建，成為「東德最具紀念性的兵營」，現在建築物的大部分外部和內部裝修都是在東德时期完成的。1956年国家人民軍成立後，這些建築物成為軍事區域，可容納數個東德陸軍單位。
1982年至1990年期間，東德陸軍建築營也駐紮在該建築內，該建築的一部分還用作東德軍隊的「沃爾特烏布利希」療養院。

### 統一
1990年，兩德統一後，德国聯邦國防軍从原国家人民军手中接管了該建築。最初德國政府曾考慮拆除這些建築物，但後來給予了地標價值進行保護，並為開發商提供了稅收減免的條件，以對普洛拉度假村的建築物進行翻新。 1990年至1992年間，該建築的一部分被聯邦國防軍軍事技術學校使用，1992年到1994年，該建築的一部分被用來收容來自巴爾幹半島的尋求庇護者。
1993年後，普洛拉度假村被閒置，建築物逐漸遭自然及人為的破壞。一個例外是普洛拉三號樓，從1995年到2005年間，該建築被規劃作為博物館、特別展覽和畫廊。也曾成為歐洲最大的青年旅舍之一。
自2000年以來，普洛拉文檔中心於場地的南邊成立。該機構記錄了普洛拉度假村的建造和使用歷史。

## 出售和重建
2004年，經過十多年的出售嘗試失敗後，建築物的各個街區開始單獨出售以用於各種用途。 2004年9月23日，普洛拉六號樓以625,000歐元的價格賣給了一個不知名的投標者。 2005年2月23 日，前博物館大道3號街區被出售給Inselbogen GmbH，後者宣布該建築將再規劃作為酒店。2006年10月，普洛拉一號樓和二號樓被出售給Prora Projektentwicklungs GmbH，該公司宣布了將建築物改造成商店和公寓。然而一號樓在2012年3月31日的拍賣中重新出售，並被來自柏林的投資者以 275萬歐元的價格購買。
2006年11月，聯邦房地產局購買了五號樓。在聯邦政府和梅克倫堡-前波莫瑞州的財政支持下計劃在大樓內建立青年旅舍。該計畫於2008年獲得批准，委員會制定了建造足夠居住空間以容納 3,000人的計劃，以及為遊客提供便利設施的計畫。然而這一決定遭到了賓茲當地居民的懷疑，他們認為該地區已經有太多遊客，普羅拉歷史學家海克·塔索爾德則表示：「普洛拉的過去使其成為不適合作為遊客度假的地點。」儘管如此，共有96間客房、402張床位的大型青年旅舍依然於2011開業；目前五號樓是德國最大的青年旅舍。
2013年，一家德國公司Metropole Marketing購買了翻新普洛拉度假村的權利，放棄關於普洛拉度假村的歷史遺跡保護規則，將這裏改建為大規模的公寓、酒店和SPA浴場，並共投資約8800萬歐元用於翻修。如今，普洛拉度假村的多數建築配備了透明電梯、暖氣地板和乾洗設施，仍有三棟建築依然是荒廢狀態。

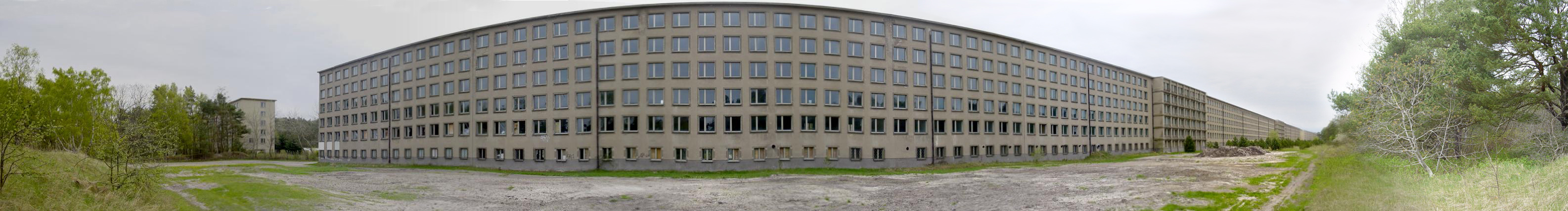
全景图：一个大厦的临海面

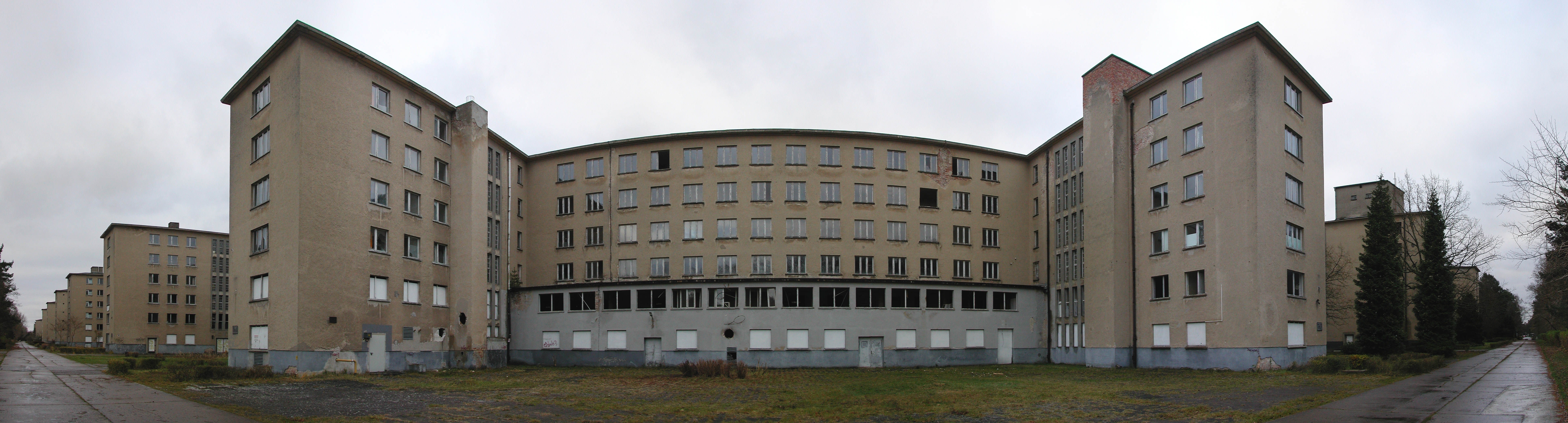
全景图：一个大厦的背海面

## 圖片

### 當代

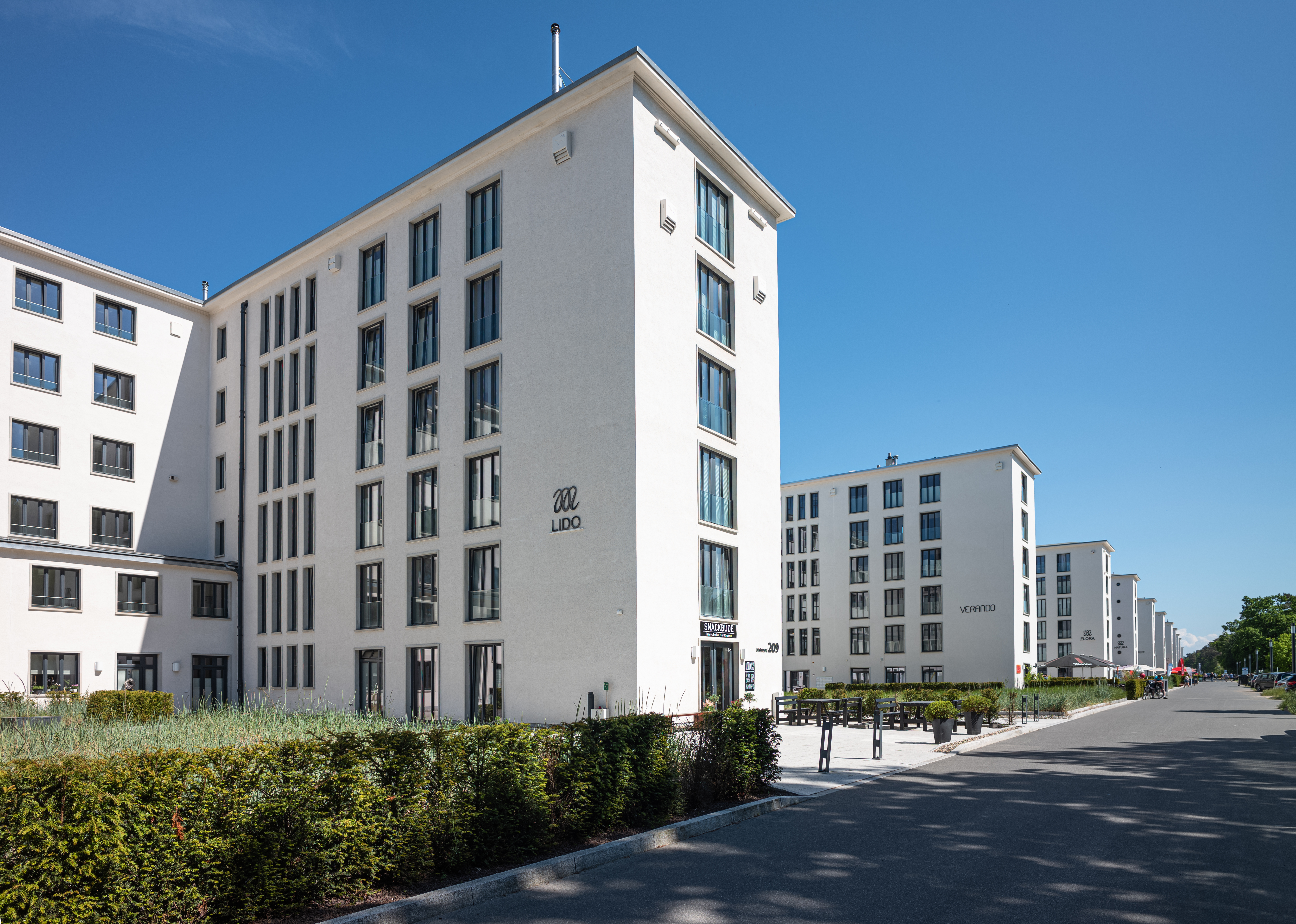
翻新的公寓樓，攝於2021年。
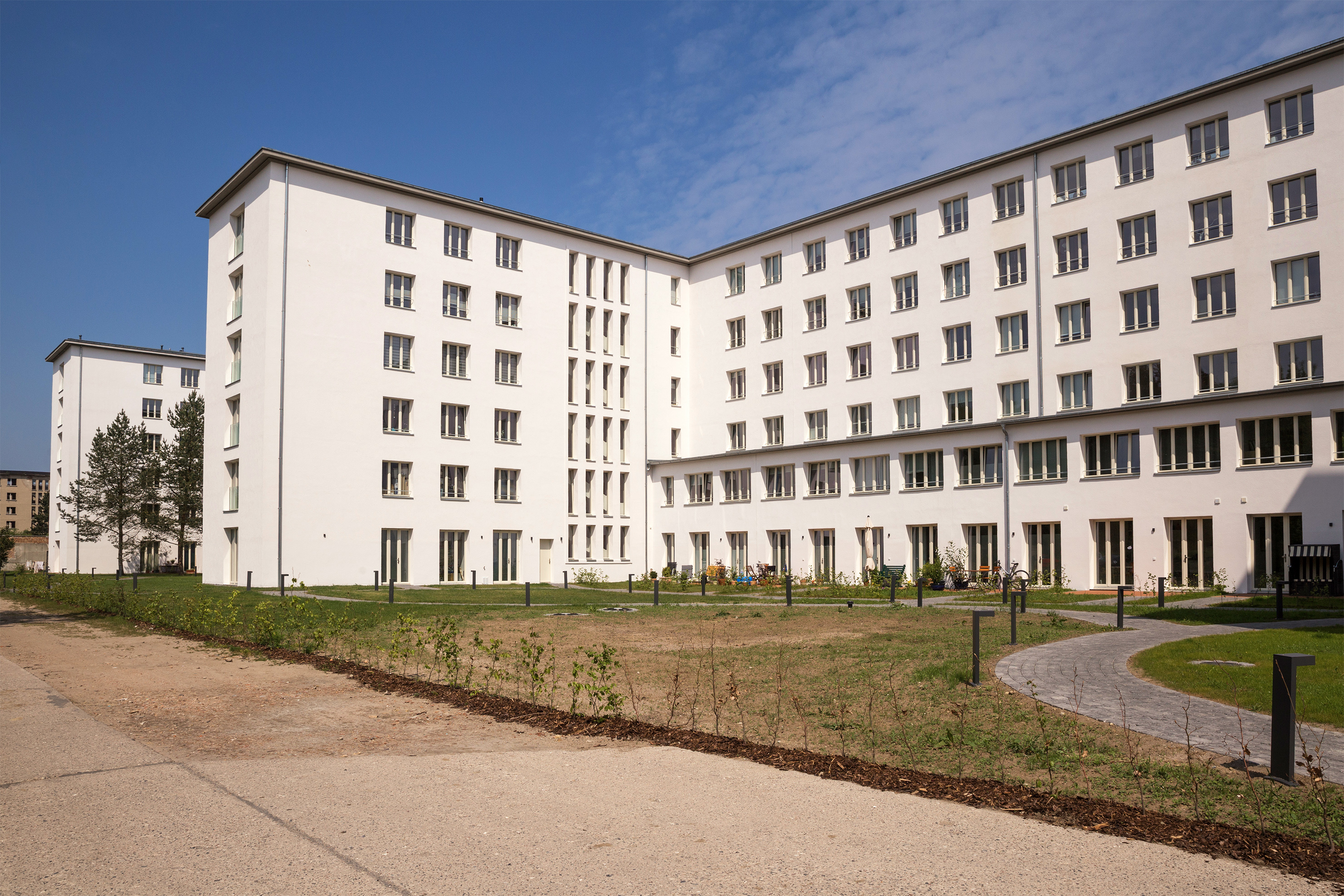
翻新的公寓樓，攝於2016年。
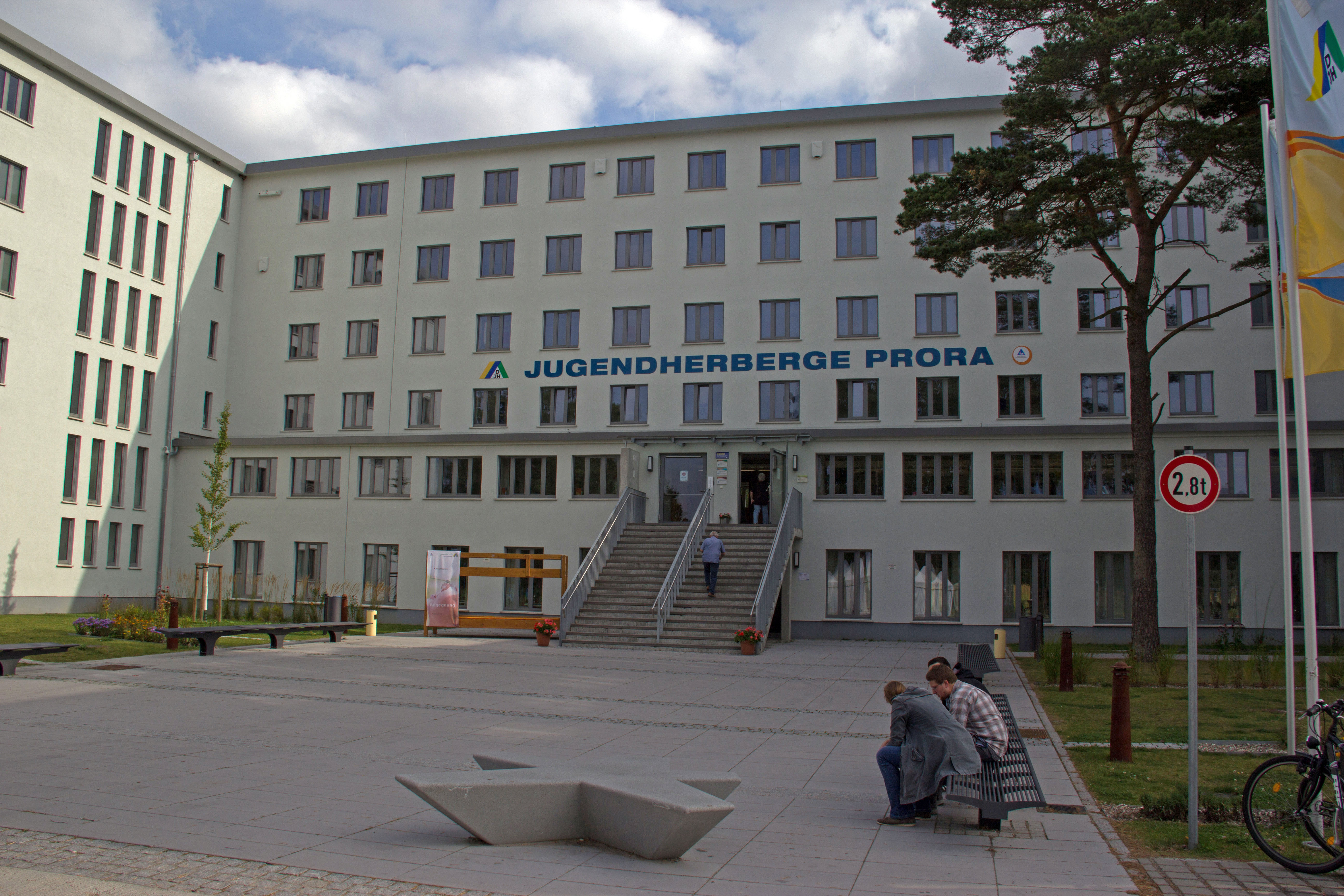
五號樓，現為青年旅社
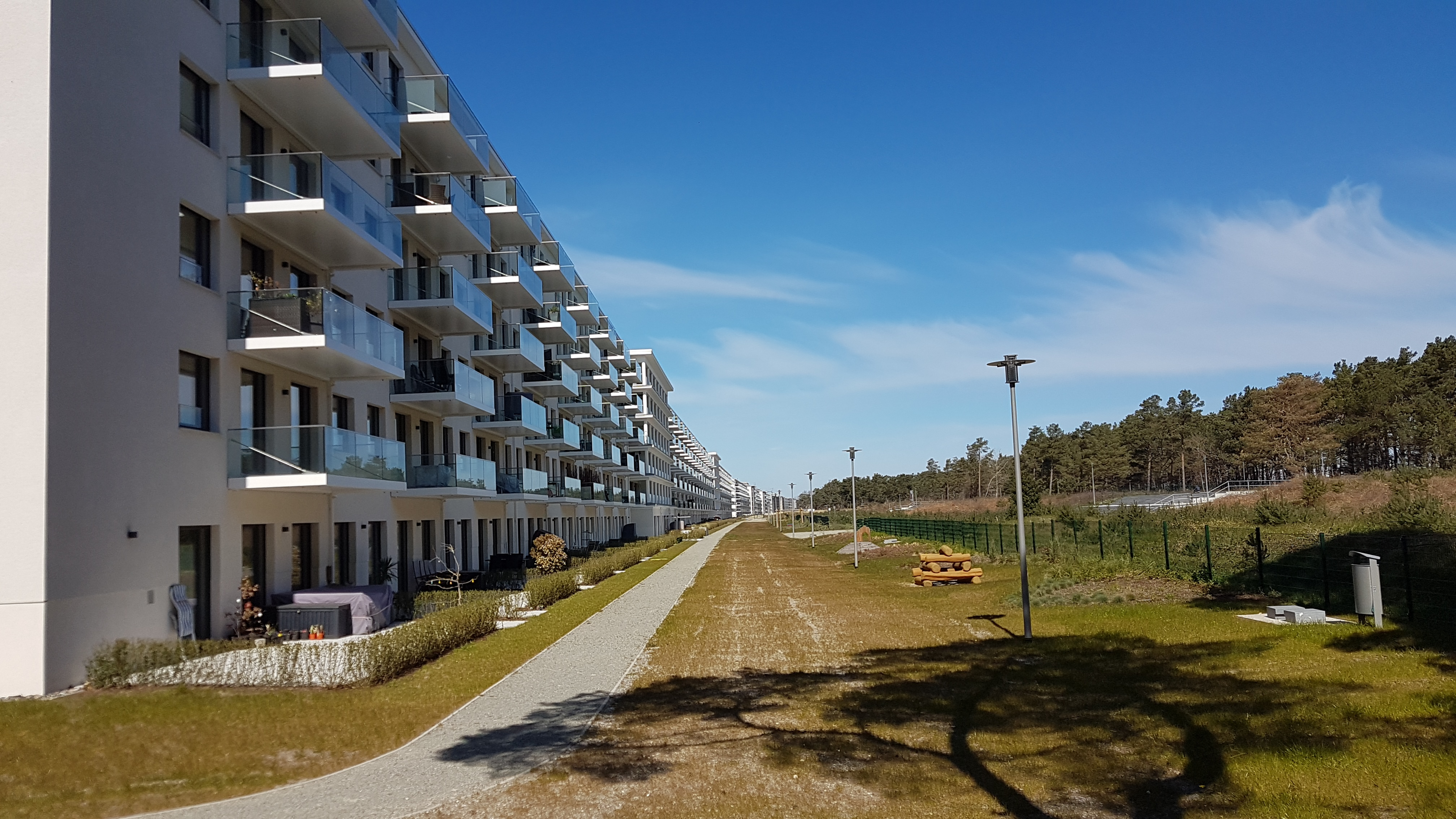
翻新的公寓樓

### 廢墟

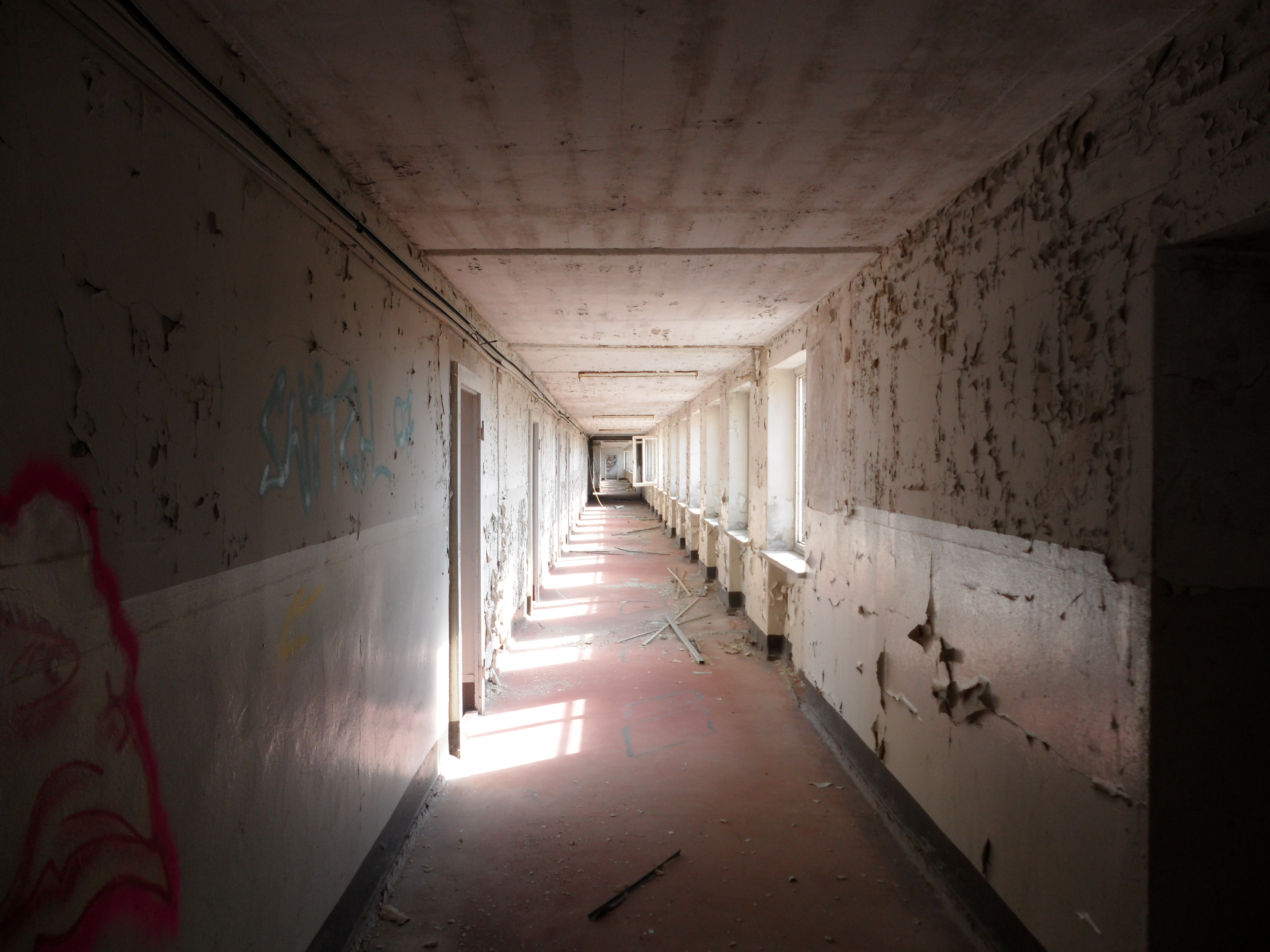
普洛拉度假村廢墟的走廊
- 普洛拉度假村廢墟
軍營時期的典型房間，攝於2010年。
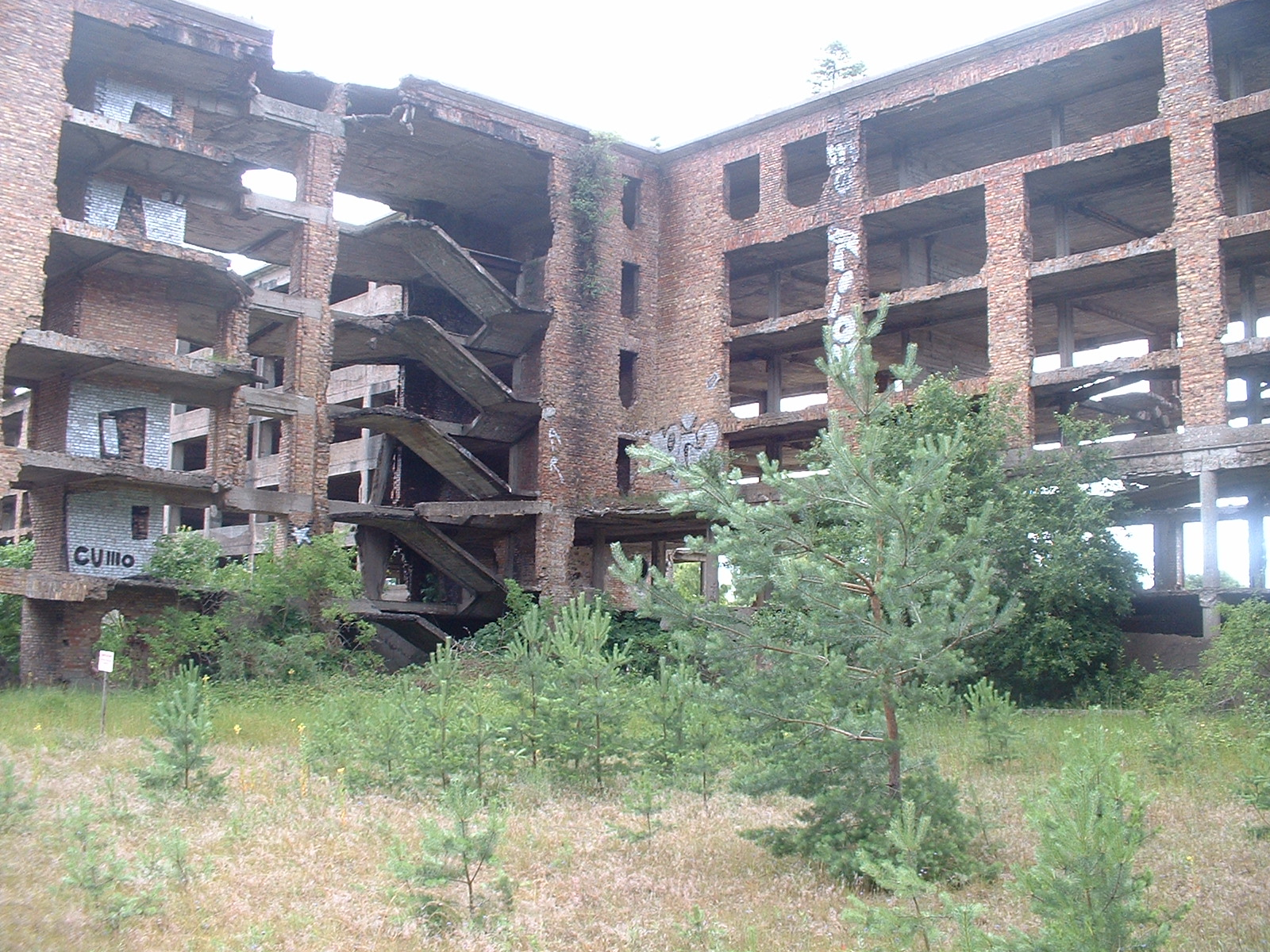
普洛拉度假村廢墟
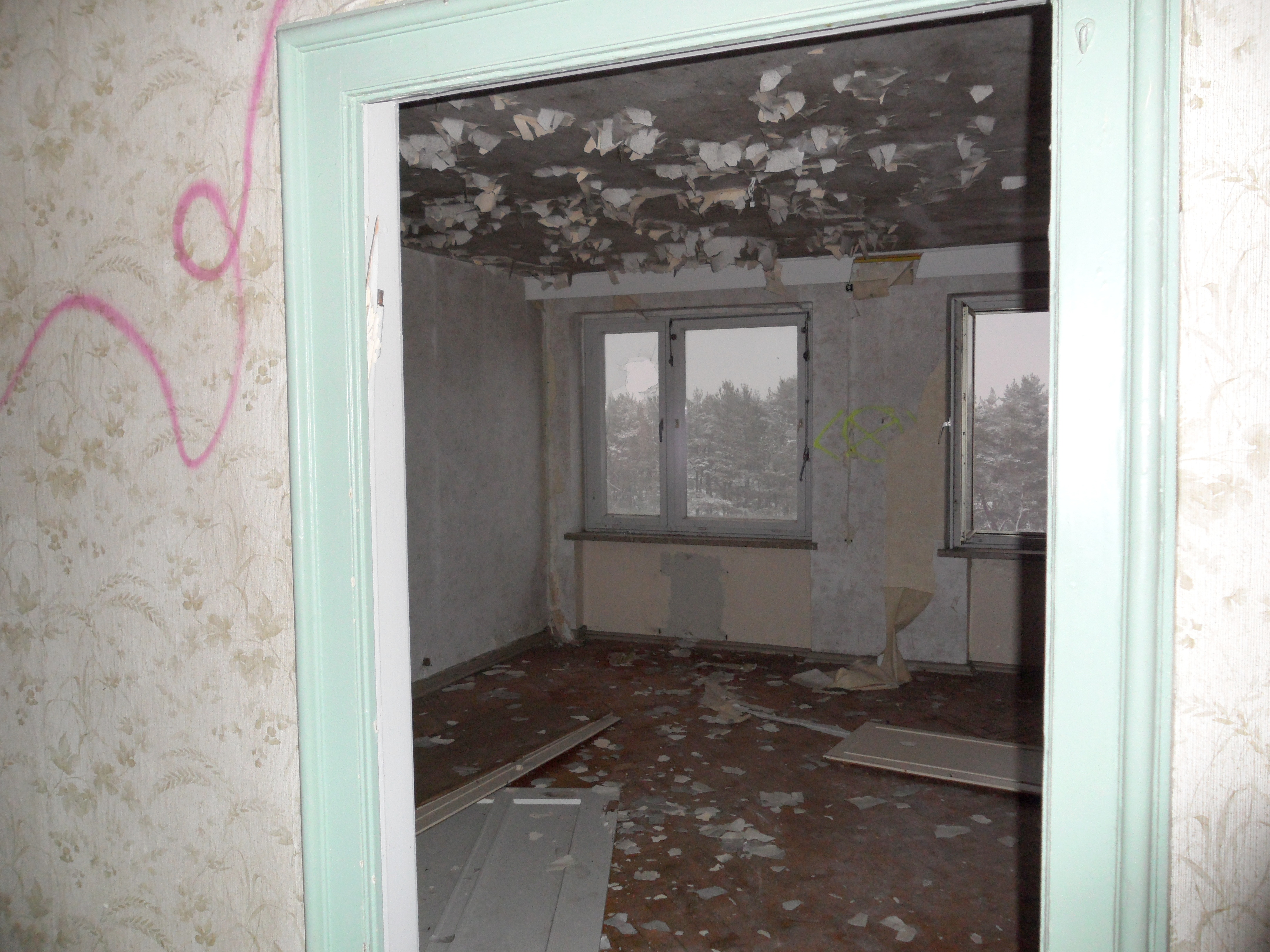
軍營時期的典型房間，攝於2010年。

## 在流行文化中
- 普洛拉度假村出現在電子遊戲《文明帝國V》中，特別是在資料片《文明帝國V：美麗新世界》中。它在遊戲中作為與意識形態獨裁相關的建築物出現。[14][15]
- 普洛拉度假村是大衛·楊 (David Young  在《統一前的東德：斯塔西的孩子們（英语：Stasi_Child）》(2016) 和《Stasi Winter》 (2020)等犯罪小說系列中參考的背景地點。兩個故事都講述了一個虛構的前的度假勝地，被改裝成少年犯濟貧院的設定。

## 外部連結
- Official Visitor site （页面存档备份，存于）
- Touristic Intents (trailer), film by Mat Rappaport 2018 （页面存档备份，存于）
- "Germany Debates New Life for a Behemoth of the Nazi Era," New York Times, 20 June 2011 （页面存档备份，存于）